# Ptilotus decipiens
Ptilotus decipiens är en amarantväxtart som först beskrevs av George Bentham, och fick sitt nu gällande namn av Charles Austin Gardner och Arthur William Hill. Ptilotus decipiens ingår i släktet Ptilotus och familjen amarantväxter. Inga underarter finns listade i Catalogue of Life.